# ماتیاس وسینو
ماتیاس وسینو فالرو (اسپانیایی: Matías Vecino Falero‎؛ زادهٔ ۲۴ اوت ۱۹۹۱) بازیکن فوتبال اهل اروگوئه است که برای باشگاه ورزشی لاتزیو در پست هافبک بازی می‌کند.
از باشگاه‌هایی که در آن بازی کرده است می‌توان به ناسیونال، فیورنتینا، کالیاری، امپولی و اینتر میلان اشاره کرد.
وی همچنین در تیم ملی اروگوئه بازی کرده است.

## افتخارات

### باشگاهی
ناسیونال
- لیگ برتر فوتبال اروگوئه(۱): ۱۲–۲۰۱۱

اینتر میلان
- سری آ(۱): ۲۱–۲۰۲۰
- جام حذفی فوتبال ایتالیا(۱): ۲۲–۲۰۲۱
- سوپر جام فوتبال ایتالیا(۱): ۲۰۲۱
- لیگ اروپا: ۲۰–۲۰۱۹ (نایب قهرمان)